# Михаил Дюзев
Михаил Дюзев е български журналист, бивш радиоводещ на сутрешния блок на националното Дарик Радио – „Дарик Кафе“, на предаването „Нека говорят...“ по БТВ и водещ на предаването „Пресечна точка“ по Нова телевизия.

## Биография
Роден е на 2 септември 1975 година в София, България.
Израства в гр. Костинброд, като завършва местната гимназия СОУ „Петър Берон“ през 1993 година. През 2000 година завършва културология в Софийския университет „Св. Климент Охридски“.
Започва да работи като журналист в телевизия Канал 3, под ръководството на Сашо Диков. Явява се на конкурс за водещи в Дарик през 2001 година, като спечелва конкурса и е назначен за водещ на новините в радиото. От 2008 година е водещ на Дарик Кафе – сутрешният блок на Дарик Радио.
През 2011 година, като водещ на Дарик Кафе участва в проект заедно със сутрешния блок на БНТ, като предаванията се излъчват и по двете медии едновременно.
През февруари 2025 година напуска Дарик Радио.

### Дарик Кафе
Предаването е забавно-информационно и започва рано сутрин в 6.28 ч. и продължава до 10.00 ч., като в него участват и други журналисти от Дарик – Константин Вълков и Драгомир Симеонов, един път седмично е гост доктор Мирослав Ненков, който е бивш анестезиолог от Военно-медицинската академия в София. Във времето между 7,30 и 8,00 ч. с Иво Райчев обръщат особено внимание на спорта, в частност на футбола.

### Телевизионни предавания
Михаил Дюзев е първият водещ, заедно с колегата му от БНТ Добрина Чешмеджиева, на предаването „Референдум“ по БНТ.
След като Росен Петров напуска рейтинговото предаване на БТВ „Нека говорят...“, в началото на месец февруари 2014 година, в екипа настъпват рокади. На мястото на Петров застават Жени Марчева и Михаил Дюзев, като дебютът в студиото на предаването е на 16 февруари 2014 г.
След това води един сезон и популярното кино-предаване по bTV Cinema и рубрика в „Преди обед“ по bTV „Като на кино“
От 19 октомври 2020 година става водещ на предаването „Пресечна точка“ по Нова ТВ.
Почитател е на футбола, фен е на ПФК Левски (София), но симпатизира и на аматьорския футбол.
През 2021 г. участва в третия сезон на "Маскираният певец" като гост-участник в ролята на Бебето.

## Вижтесъщо
- Дарик Радио